# Aiguat del 9 d'octubre de 2018 a Mallorca
L'aiguat del 9 d'octubre de 2018 a Mallorca fou un episodi de molta precipitació que ocorregué el 9 d'octubre de 2018 i que afectà els municipis d'Artà, Sant Llorenç des Cardassar i Manacor al Llevant de Mallorca. L'aiguat provocà 13 morts i un desaparegut quan es produïren pluges de més de 200 l/m² a la conca del torrent de ca n'Amer, cosa que ocasionà el seu desbordament en diversos punts. Segons un expert, el cabal del torrent arribà a igualar el del riu Ebre en el màxim de la riuada per Sant Llorenç. Els majors danys es produïren a les localitats de la Colònia de Sant Pere, Artà, Canyamel, Sant Llorenç des Cardassar, Son Carrió i S'Illot.
Les víctimes mortals foren tretze: set de ciutadania espanyola (dues dones i cinc homes), una parella britànica, una parella alemanya, una dona neerlandesa i un periodista alemany. Les víctimes foren localitzades a Artà (4), Sant Llorenç (4), Son Carrió (2) i S'Illot (3).